# NGC 1213
NGC 1213 is een spiraalvormig sterrenstelsel in het sterrenbeeld Perseus. Het hemelobject werd op 14 oktober 1884 ontdekt door de Amerikaanse astronoom Lewis A. Swift.

## Synoniemen
- IC 1881
- PGC 11789
- UGC 2557
- MCG 6-7-45
- ZWG 524.58